# Miami Book Fair International
O Miami Book Fair International (Feira Internacional do Livro de Miami) é um festival literário anual, realizado na cidade estadunidense de Miami, no Dade College.

## Histórico
Inicialmente chamada Books by the Bay, teve início em 1984, com uma feira realizada no Florida Center for the Literary Arts, Campus Wolfson do Dade College. 
O evento central da feira é chamado "Festival of Authors", que conta com vários escritores de muitos estilos e países.